# Julius Barr
Julius Augustus Barr (* 6. Dezember 1905 in Normal, Illinois; † 18. März 1939 in Alder, Washington) war ein US-amerikanischer Pilot.

## Biographie
Julius Barr erhielt seine Ausbildung zum Piloten in der US Army Air School auf dem Militärflughafen Kelly Field in San Antonio, Texas. Dort erwarb er sich einen Ruf als Witzbold, wie in einem Jahrbuch der Flugschule notiert war: „Erzählt Julie bloß nichts von einem neuen Stunt, er wird ihn vermutlich versuchen.“
Im Juli 1928 heiratete Barr in Pittsburg, Kansas, Effie Hortense Roberson. Das Ehepaar bekam einen Sohn und eine Tochter. Im Jahr 1930 nahm er eine Stelle als Postflieger bei Boeing Air Transport an. Vor allem bediente er die Strecke von Cheyenne nach Salt Lake City.

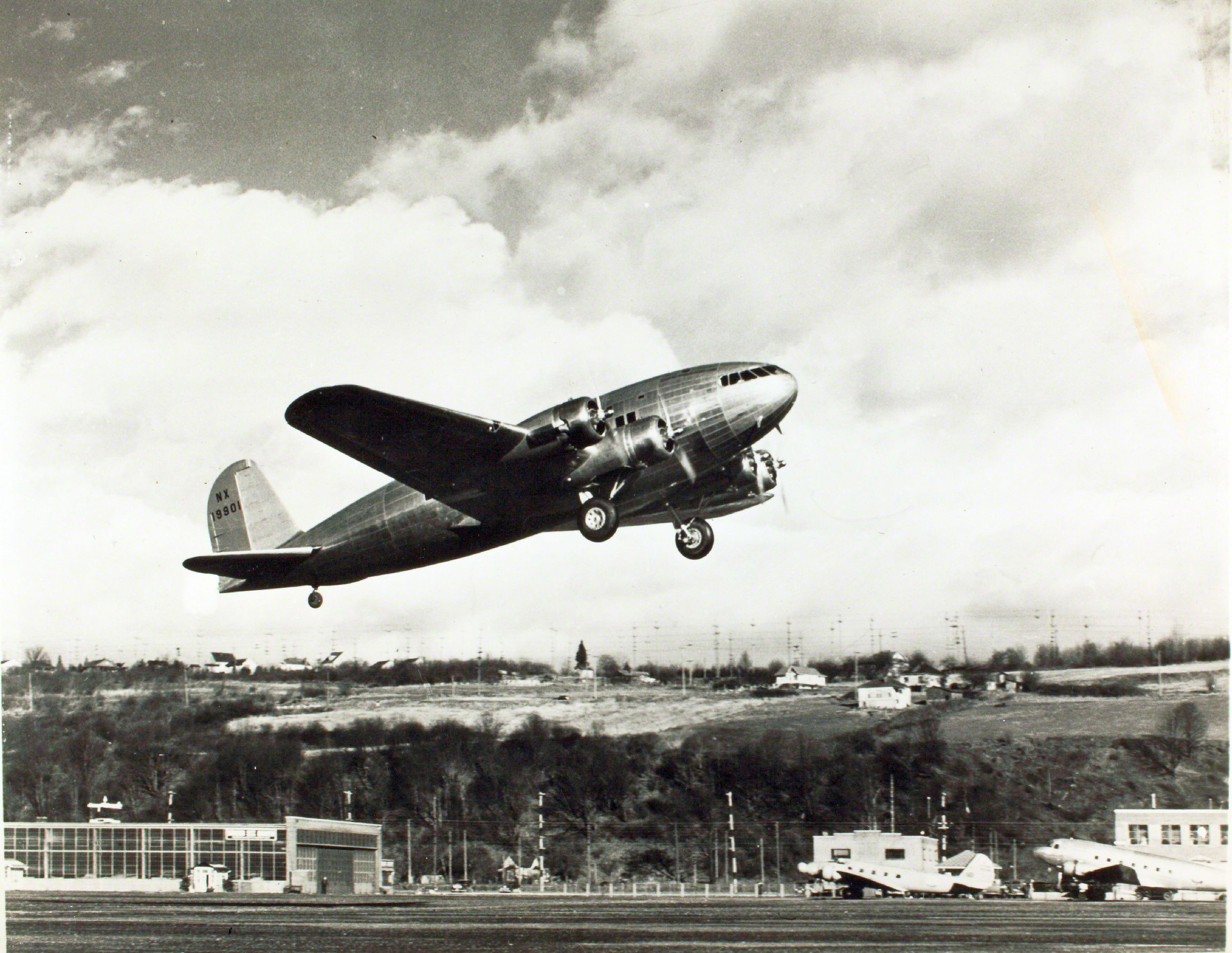
Der später abgestürzte Prototyp Boeing Model 307 Stratoliner (NX19901), der zum Zeitpunkt des Absturzes von Julius Barr geführt wurde

Im Jahr 1931 ging Barr mit seiner Familie nach China, um dort für die China National Aviation Corporation (CNAC) als Fluglehrer und Manager des Flughafens von Hankow sowie bis zu dessen Inhaftierung als privater Pilot von Zhang Xueliang zu arbeiten. In der Folge transportierte Barr mit einer von ihm ausgewählten Boeing 70.000 Pfund Brot, das über belagerten Dörfern abgeworfen wurde, wie der Christian Science Monitor berichtete. Das Flugzeug wies mit der Zeit 41 Einschüsse durch kommunistische Truppen auf. Oftmals musste Barr deshalb nachts fliegen oder „blind“. Später war er der persönliche Pilot von Chiang Kai-shek und dessen Ehefrau Song Meiling. Im Jahr 1935 folgte ihm auf seine Bitte hin sein ehemaliger Mitschüler Royal Leonard nach China, da er sich mit der Fülle seiner Aufgaben überfordert fühlte. Leonard, der Barrs Ruf kannte, glaubte zunächst an einen Scherz. Im August 1937 waren Barr und Leonard gemeinsam mit anderen US-amerikanischen Militärs auf Seiten Chinas in der Schlacht um Shanghai engagiert.
Nach sieben Jahren in China kehrte Julius Barr 1938 mit seiner Familie per Schiff von Hongkong aus endgültig in die USA zurück. Ab November 1938 war er als Testpilot für Boeing tätig.
Im März 1939 unternahm Barr als Flugkapitän mit neun Passagieren einen Testflug mit dem Prototyp der viermotorigen Boeing Model 307 Stratoliner (Kennzeichen NX 19901). Der Flug startete in Seattle, wohin das Flugzeug auch zurückkehren sollte. Das Testprogramm sah vor, während des Fluges einen Motor abzuschalten und das Flugverhalten mit drei Motoren zu erproben. Über Alder, 100 Kilometer südlich von Seattle, zerbrach die Maschine in der Luft. Alle zehn Insassen fanden bei diesem Unglück den Tod. Anhand der an Bord befindlichen Messgeräte konnte man den Unfall rekonstruieren: Nach dem Abschalten eines der beiden äußeren Motoren verlor die Maschine stark an Geschwindigkeit und geriet ins Trudeln. Als der Pilot die Maschine aus dem Trudeln abfangen wollte, hielten die Tragflügel den auftretenden Kräften nicht stand und zerbrachen.
Bei weiteren Ermittlungen wurde festgestellt, dass Barr kaum Erfahrung mit Testflügen dieser Art gehabt hatte, wenn er auch insgesamt etwa 5000 Flugstunden aufzuweisen hatte, davon 2030 Stunden auf einmotorigen, 2240 auf zweimotorigen und 765 Stunden auf dreimotorigen Maschinen.
Bei dem Unfall starben neben Barr selbst der Vizepräsident von KLM Pieter Guillonard, der Boeing-Chefingenieur Earl Ferguson, der niederländische Luftfahrtpionier und Mitarbeiter des Ministerie van Verkeer en Waterstaat, Albert Gillis von Baumhauer, der neben Barr als Co-Pilot Platz genommen hatte, fünf weitere Mitarbeiter von Boeing sowie ein Vertreter von TWA.
Julius Barr wurde auf dem Mount Olive Cemetery in Pittsburg bestattet.